# El Mas Enric
El Mas Enric, o Mas Enric, és una urbanització del municipi de Castellbell i el Vilar, a la comarca del Bages. És situada a la part nord-occidental del terme, vora els estreps del vessant nord de Montserrat, al nord-est del poble de Sant Cristòfol. Està limitada al nord per la riera de Marganell i a l'est pel Rasot de Botines, tributari seu.
Al sud i a l'oest, la carretera local BV-1122 la separa de Sant Cristòfol i la comunica amb la carretera BV-1123, entre Marganell i el Burés, i amb els camins de Santa Cecília i de la Calsina, que porten a Montserrat i Monistrol respectivament.
Amb 201 habitants censats el 2006, és la urbanització més poblada del municipi. Es va construir originàriament en terrenys del mas de Ca l'Enric, del terme de Sant Cristòfol.